# Giovanni Primicerio
Giovanni Primicerio (latino: Iohannes; ... – Aquileia, giugno o luglio 425) è stato un imperatore romano a Roma, dal 423 alla sua morte.
Fu riconosciuto dal Senato romano, ma non dal contemporaneo imperatore d'Oriente, Teodosio II.

## Biografia
Alla morte improvvisa dell'imperatore Onorio (15 agosto 423), il nipote Teodosio II ritardò la scelta del successore. Nel frattempo, uno dei patricii di Onorio, Castino, ottenne dal Senato romano la proclamazione a imperatore di un certo Giovanni, che era primicerius notariorum cioè il capo o decano dei funzionari civili.
Il nuovo imperatore si trovò subito ad affrontare gravi problemi. La guarnigione militare di Arles si ribellò, assassinando il prefetto del pretorio, mettendo così in discussione il controllo sulla Gallia. Contemporaneamente Bonifacio, comes della provincia di Africa, gli si dichiarò ostile, e impedì ai vitali rifornimenti di grano africano di raggiungere Roma.
Un tentativo di riconciliazione con Teodosio, volto a un riconoscimento ufficiale di Giovanni, che ne avrebbe rafforzato la posizione in Gallia e Africa, venne a terminare quando l'imperatore d'oriente elevò il giovane Valentiniano III prima al rango di cesare e poi a quello di co-augusto (senza dubbio spinto dalla madre di Valentiniano, nonché sua reggente, Galla Placidia). Non potendovi essere tre augusti nell'impero, Giovanni capì che il suo destino dipendeva da uno scontro militare, e così inviò (tardo 424) uno dei suo migliori collaboratori, il giovane Flavio Ezio, a cercare il sostegno militare degli Unni; l'imperatore d'occidente si chiuse in Ravenna, essendo la città ben difesa dalle paludi e difficilmente prendibile.
Con Ezio lontano in missione, l'esercito dell'impero d'oriente lasciò Tessalonica alla volta dell'Italia, acquartierandosi ad Aquileia. Ravenna fu messa sotto assedio per quattro mesi dalle truppe d'Oriente comandate da Ardaburio e suo figlio Aspar. Ardaburio cadde nelle mani di Giovanni, ma quest'ultimo anziché imprigionarlo tentò di mediare per ottenere un riconoscimento ufficiale sul trono. Questa leggerezza permise a Ardaburio di corrompere la guarnigione di Giovanni che venne catturato e deposto, poi inviato ad Aquileia. Qui gli fu tagliata una mano, lo si fece sfilare nell'ippodromo su un asino tra gli insulti della popolazione ed infine venne decapitato, nel giugno o luglio del 425.
Tre giorni dopo la morte di Giovanni, Ezio arrivò con un grosso contingente unno. Dopo alcune schermaglie, Galla Placidia ed Ezio giunsero a un accordo: gli Unni avrebbero ricevuto la propria paga e sarebbero tornati ai propri territori, e in cambio Ezio avrebbe ricevuto il titolo di magister militum (comandante in capo dell'esercito) dell'occidente. Questo accordo segnò la scena politica dell'impero d'occidente per i successivi trenta anni.
Il breve regno di Giovanni fu caratterizzato dalla tolleranza per tutte le confessioni cristiane, e anche per i culti tradizionali, a differenza di quelli degli altri imperatori della casata di Teodosio, tanto che l'Altare della Vittoria (divinità) venne riposizionato nella Curia Iulia del Senato Romano. Procopio di Cesarea loda Giovanni per tutte le sue qualità, tra cui cita la temperanza e l'intelligenza.